# Jannik Sinner
Jannik Sinner (San Candido, 16 agosto 2001) è un tennista italiano.
È il tennista italiano più vincente di sempre, ed è considerato tra i migliori atleti della storia dello sport italiano. Il 10 giugno 2024 è diventato il primo e unico tennista italiano, e il 29º al mondo, ad aver raggiunto la 1ª posizione del ranking ATP in singolare.
Complessivamente vanta 20 titoli del circuito maggiore, tra i quali spiccano quattro prove del Grande Slam, quattro tornei Masters 1000 e un ATP Finals. Con la vittoria conseguita nel 2025, è diventato il primo e unico italiano della storia a vincere il Torneo di Wimbledon nel singolare, così come per l'Australian Open nel 2024 e lo US Open nello stesso anno nel maschile.
Con la nazionale italiana ha inoltre conquistato la Coppa Davis nel 2023 e nel 2024.
È al dodicesimo posto nella classifica all-time di settimane trascorse da nº 1 del mondo. Ha vinto, inoltre, 5 ATP Awards: uno come ITF World Champion, due come giocatore preferito dal pubblico, uno come esordiente dell'anno e uno come giocatore maggiormente migliorato nel corso della stagione.

## Biografia
Cresciuto a Sesto Pusteria (BZ) in una famiglia di madrelingua tedesca, è figlio di Siglinde e Hanspeter, che hanno lavorato presso il rifugio Fondovalle (Talschlusshütte) in Val Fiscalina per 20 anni fino al 2022. Prima della nascita di Jannik i genitori avevano adottato Mark, nato in Russia.
A tre anni e mezzo Sinner inizia a cimentarsi con lo sci e il tennis a San Candido con il maestro Andreas Schönegger, poi viene allenato da Heribert Mayr dal 2008 al 2014 nel circolo Tennis Club Bruneck di Riscone, che è una frazione di Brunico. Sulle piste innevate ottiene ottimi risultati a livello nazionale in slalom gigante, vincendo, all'età di sette anni, il 32º Gran Premio Giovanissimi 2009. A 12 anni è campione italiano di sci nella sua categoria, ma durante l'anno successivo, all'età di 13 anni e mezzo, opta definitivamente per il tennis, a causa della lunghezza degli allenamenti sciistici, che considera sproporzionati rispetto alla breve durata delle gare, nonché per le maggiori possibilità di recuperare nelle situazioni di svantaggio durante una sfida di tennis. Si tessera dunque all’età di 14 anni con il Tennis Club Italia di Forte dei Marmi, che proprio in quell’anno vincerà il suo secondo campionato italiano. Su suggerimento di Massimo Sartori viene inviato a Bordighera per periodi via via più lunghi, fino al trasferimento definitivo, prima al Bordighera Lawn Tennis Club e dal 2018 al Piatti Tennis Center, sotto la guida di Riccardo Piatti, con il quale terminerà di collaborare nel febbraio 2022.
Ha frequentato le scuole superiori all'istituto tecnico Walther di Bolzano fino al quarto anno per poi conseguire la maturità in ragioneria da privatista. Nel 2020 ha trasferito la propria residenza anagrafica e fiscale nel Principato di Monaco.
Nell'aprile del 2025 Sinner istituisce la Jannik Sinner Foundation a supporto della formazione sportiva di bambini e giovani.

## Carriera

### 2015-2018: carriera juniores ed inizi da professionista
Esordisce nel circuito professionistico il 12 settembre del 2015, disputando senza successo le qualificazioni del Futures Croatia F16. Il 19 marzo 2016, nel primo turno delle qualificazioni del Futures Croatia F4, vince il suo primo incontro da professionista. Nel gennaio 2018 guadagna il suo primo punto nella classifica mondiale; raggiunge inoltre i quarti di finale al prestigioso Trofeo Bonfiglio. Il 18 agosto disputa, perdendo, la sua prima finale nel circuito Futures, mentre il giorno precedente, in coppia con Giacomo Dambrosi, si era aggiudicato il suo primo torneo ITF in doppio. A fine mese esordisce nel circuito Challenger. Conclude l'anno in top 600, al numero 551 del ranking ATP.

### 2019-2020: prime vittorie e top 100

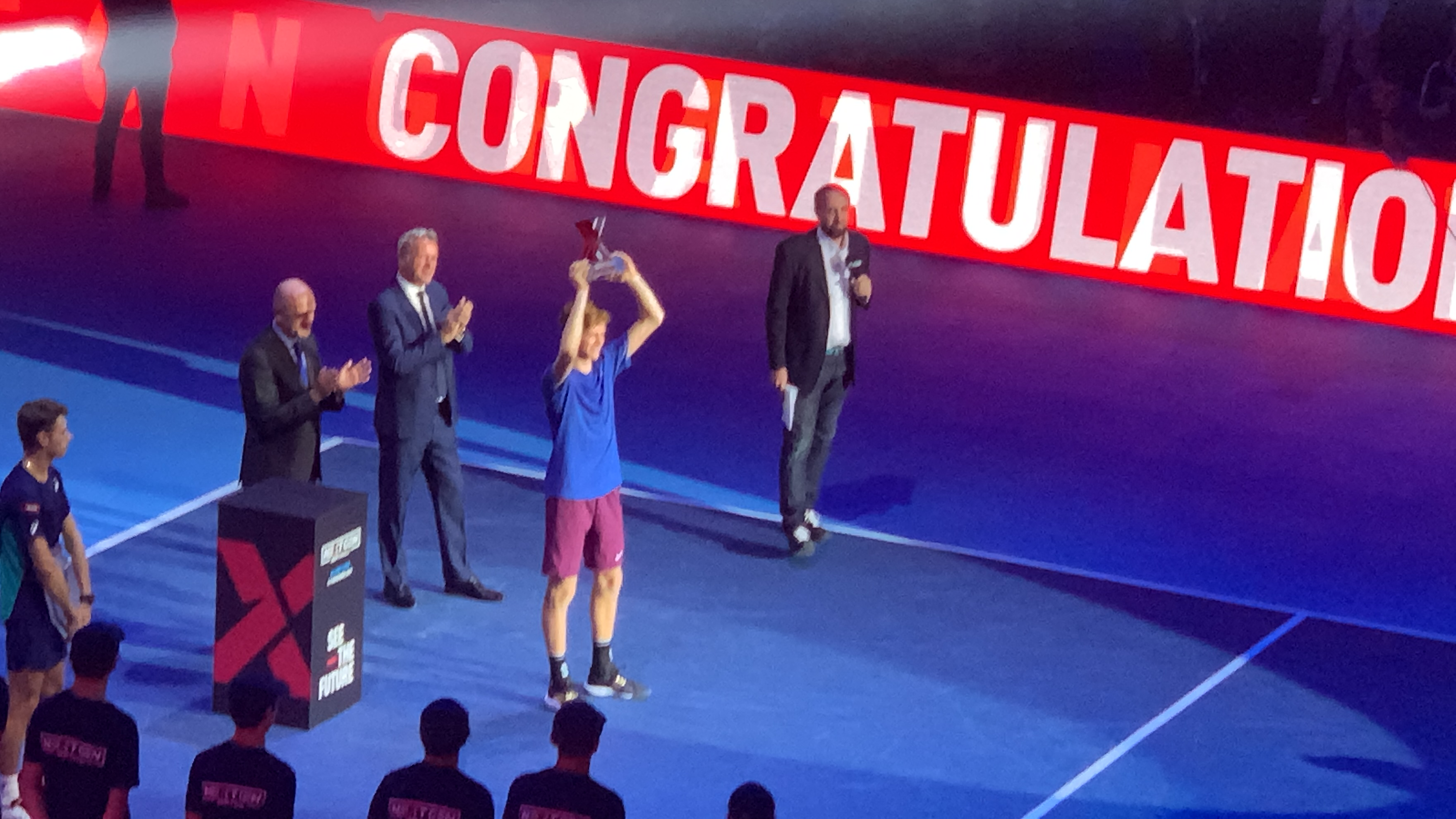
Jannik Sinner vincitore delle Next Generation ATP Finals 2019

Il 24 febbraio 2019, al Challenger 80 di Bergamo, è il più giovane tennista italiano a vincere un titolo Challenger. Nei successivi tornei stabilisce una striscia di 16 vittorie consecutive che viene interrotta il 2 aprile, quando Sinner incontra per la prima volta il suo rivale Carlos Alcaraz al turno d'esordio del Challenger di Villena. A fine aprile debutta a livello ATP dove, a Budapest, conquista anche la prima vittoria nel circuito maggiore. Ottiene poi una wild card per il tabellone principale degli Internazionali d'Italia e, a 17 anni e 8 mesi, è l'italiano più giovane a vincere un incontro a livello Masters 1000. Ad agosto supera le qualificazioni degli US Open ed esordisce nel main draw di un torneo del Grande Slam. Raggiunge inoltre le semifinali all'ATP 250 di Anversa ed entra per la prima volta in top 100. A novembre, battendo in finale Alex de Minaur, è il primo italiano ad imporsi alle Next Generation ATP Finals e conclude la stagione vincendo il Challenger di Ortisei. Guadagna complessivamente 473 posizioni rispetto alla stagione precedente e chiude l'anno al 78º posto del ranking ATP. Il 19 dicembre riceve il premio di Esordiente dell'anno.
A gennaio 2020 vince la sua prima partita Slam agli Australian Open, mentre a Rotterdam, sconfiggendo David Goffin, ottiene la prima vittoria contro un Top 10. Ad agosto, alla ripresa della stagione dopo la lunga sospensione causata dalla pandemia di COVID-19, non ottiene alcun successo né al Cincinnati Open, né agli US Open. Agli Internazionali d'Italia raggiunge gli ottavi di finale dopo aver sconfitto il nº 6 del mondo Stefanos Tsitsipas. Al suo primo Roland Garros raggiunge i quarti di finale, mentre a Sofia vince il suo primo ATP 250. In entrambi i casi, si tratta di nuovi record di precocità per il tennis italiano. Termina la stagione nella top 40 della classifica mondiale, alla 37ª posizione.

### 2021: quattro titoli ATP, finale a Miami e top 10
Al debutto stagionale, conquista il secondo titolo in carriera all'ATP 250 di Melbourne con il successo in finale su Stefano Travaglia. Viene eliminato ai quarti di finale dei tornei di Marsiglia e Dubai, mentre a Miami raggiunge la prima finale in carriera in un Masters 1000 e viene battuto da Hubert Hurkacz in due set. Nella stagione su terra, esce al secondo turno del Masters 1000 di Monte Carlo, raggiunge la semifinale all'ATP 500 a Barcellona e colleziona tre sconfitte consecutive ai tornei di Madrid, Roma e Lione. Sull'erba del Queen's esce al primo turno.
Dopo aver rinunciato ai Giochi olimpici di Tokyo per concentrarsi sugli allenamenti, torna in campo sul cemento americano di Atlanta. Esce al primo turno in singolare, ma vince il primo titolo in doppio, in coppia con Reilly Opelka. A Washington, battendo in finale Mackenzie McDonald col punteggio di 7–5, 4–6, 7–5, vince il suo primo titolo ATP 500. Nei quattro slam viene estromesso nel turno d'esordio agli Australian Open e a Wimbledon, mentre al Roland Garros e agli US Open raggiunge gli ottavi di finale.
A Sofia conferma il titolo vinto l'anno precedente, ad Anversa vince il secondo titolo consecutivo, a Vienna raggiunge le semifinali, mentre a Bercy e a Stoccolma esce al turno d'esordio. Si qualifica come prima riserva alle ATP Finals e vi prende parte subentrando a Matteo Berrettini, infortunatosi nel primo match del round robin, collezionando una vittoria e una sconfitta. A novembre debutta in Coppa Davis infliggendo a John Isner una pesante sconfitta (6–2, 6–0). Con il successo su Daniel Elahi Galán contribuisce alla qualificazione dell'Italia ai quarti di finale, dove supera in rimonta Marin Čilić, perdendo poi il doppio decisivo insieme a Fabio Fognini. Chiude l'annata alla 10ª posizione mondiale, quarto tennista italiano di sempre a concludere la stagione da top 10.

### 2022: primo titolo ATP sulla terra rossa e 3 quarti di finale Slam
Inizia la stagione esordendo in ATP Cup, dove l'Italia viene sconfitta nel round robin. Agli Australian Open raggiunge i quarti di finale e viene battuto in tre set da Stefanos Tsitsipas. A febbraio annuncia la conclusione della collaborazione con Riccardo Piatti e designa come nuovo allenatore Simone Vagnozzi, che da giugno sarà affiancato da Darren Cahill. Sia a Indian Wells che a Miami è costretto al ritiro, rispettivamente agli ottavi e ai quarti di finale.
Esce nei quarti a Monte Carlo e negli ottavi a Madrid. Agli Internazionali d'Italia si spinge per la prima volta ai quarti di finale, mentre è costretto al ritiro per un infortunio durante l'incontro degli ottavi al Roland Garros. Al termine dello Slam parigino scende al 13º posto mondiale. Dopo un'eliminazione al primo turno del torneo di Eastbourne, a Wimbledon vince il suo primo match ATP sull'erba contro Stan Wawrinka. Agli ottavi di finale supera in quattro set il nº 7 del ranking Carlos Alcaraz; a eliminarlo sarà poi il tre volte campione uscente e futuro vincitore Novak Đoković, che rimonta uno svantaggio di due set. Il 12 luglio torna nella top 10, scavalca Matteo Berrettini e conquista la leadership nazionale. A Umago disputa la prima finale stagionale e prevale su Alcaraz con il punteggio di 6(5)–7, 6–1, 6–1, conquistando così il suo primo titolo ATP sulla terra rossa.
Ad agosto, nella serie di tornei su cemento nordamericana, perde negli ottavi di finale sia a Montréal che a Cincinnati. Agli US Open raggiunge i quarti di finale, perdendo dal futuro vincitore del titolo Alcaraz, che lo supera in cinque set, annullandogli un match point. Nella fase a gruppi delle finali di Coppa Davis sconfigge Francisco Cerúndolo e perde a sorpresa contro Mikael Ymer. 
Nell'ultima parte di stagione raggiunge la semifinale a Sofia e i quarti a Vienna, mentre al Masters 1000 di Parigi Bercy viene eliminato al primo turno. Infortunatosi alla mano destra è costretto a rinunciare alle Finals di Coppa Davis.

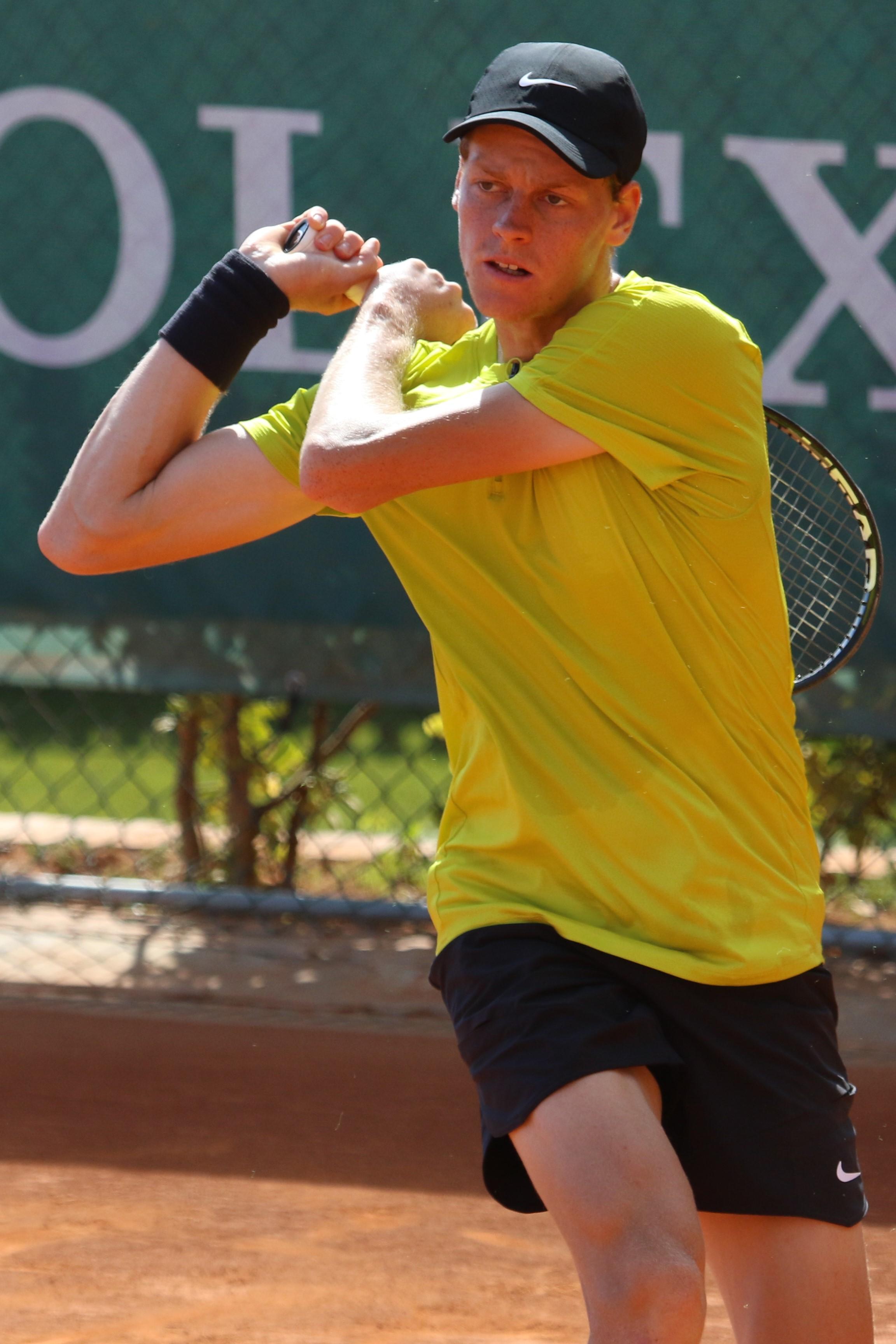
Sinner in azione a Monte Carlo nel 2023

### 2023: Coppa Davis, primo Masters 1000 e top 4
All'esordio stagionale ad Adelaide esce nei quarti e agli Open d'Australia negli ottavi di finale. A Montpellier si aggiudica il titolo superando Maxime Cressy in finale e raggiunge nuovamente la finale nell'ATP 500 di Rotterdam, dove deve arrendersi a Daniil Medvedev. A Indian Wells, elimina nei quarti il campione uscente Taylor Fritz e viene battuto in semifinale da Carlos Alcaraz, futuro vincitore del torneo. A Miami, in semifinale, si prende la rivincita sul leader della classifica mondiale Alcaraz, prima di perdere da Medvedev.
Sulla terra rossa, a Monte Carlo raggiunge la terza semifinale consecutiva in un torneo Masters 1000, nel torneo di Barcellona si ritira per infortunio prima dei quarti, agli Internazionali d'Italia si ferma agli ottavi, mentre al Roland Garros esce a sorpresa al secondo turno contro Altmaier in cinque set. Avvia la stagione su erba con due quarti di finale consecutivi ai tornei di 's-Hertogenbosch e Halle. A Wimbledon diventa il più giovane tennista italiano ad aver raggiunto la semifinale di uno Slam. A impedirgli l'accesso in finale, come nell'anno precedente, è il sette volte campione Novak Đoković, che s'impone in tre set.
Vince per la prima volta un torneo Masters 1000 a Toronto, sconfiggendo in finale Alex de Minaur per 6–4, 6–1. Eliminato al debutto a Cincinnati da Dušan Lajović, agli US Open cede negli ottavi di finale ad Alexander Zverev in cinque set. Successivamente, per la prima volta in carriera, prende parte allo serie asiatica di tornei; nel 500 di Pechino raggiunge l'atto conclusivo del torneo, superando in semifinale Alcaraz e, in finale con un doppio tie-break, per la prima volta in carriera e dopo sei sconfitte consecutive, Daniil Medvedev. Grazie a questi risultati, si issa alla quarta posizione del ranking ATP. Nel successivo Masters 1000 di Shanghai perde negli ottavi di finale contro Ben Shelton. A Vienna raggiunge la finale e con il secondo successo consecutivo su Medvedev conquista il suo decimo titolo ATP. Si ritira prima degli ottavi di finale nel Masters 1000 di Paris Bercy.
Alla sua seconda partecipazione alle ATP Finals arriva in finale; qui viene sconfitto da Đoković, dopo che nella partita di girone preliminare lo aveva battuto ponendo fine a una serie di 19 vittorie consecutive del serbo. Nella fase finale di Coppa Davis, vincendo tutti gli incontri cui prende parte sia in singolare che in doppio, contribuisce al secondo trionfo italiano, 47 anni dopo la prima vittoria. Inoltre nella semifinale contro la Serbia si era ancora una volta imposto sul n. 1 Đoković, imbattuto nella manifestazione da 12 anni, dopo avergli annullato tre match point consecutivi. A dicembre è il primo italiano ad aggiudicarsi i premi "Fans’ Favourite" e "Most Improved Player of the Year" (tennista preferito dal pubblico e tennista maggiormente migliorato dell'anno). Nel corso della stagione ha peraltro eguagliato alcuni primati nazionali: è stato il primo tennista italiano in era Open ad aver raggiunto il quarto posto della classifica ATP dai tempi di Adriano Panatta e, con 10 titoli vinti in carriera, raggiunge ancora una volta Panatta come italiano più vincente dell'era Open.

### 2024: n. 1 al mondo, 2 titoli Slam, ATP Finals, Coppa Davis e altri 5 titoli ATP

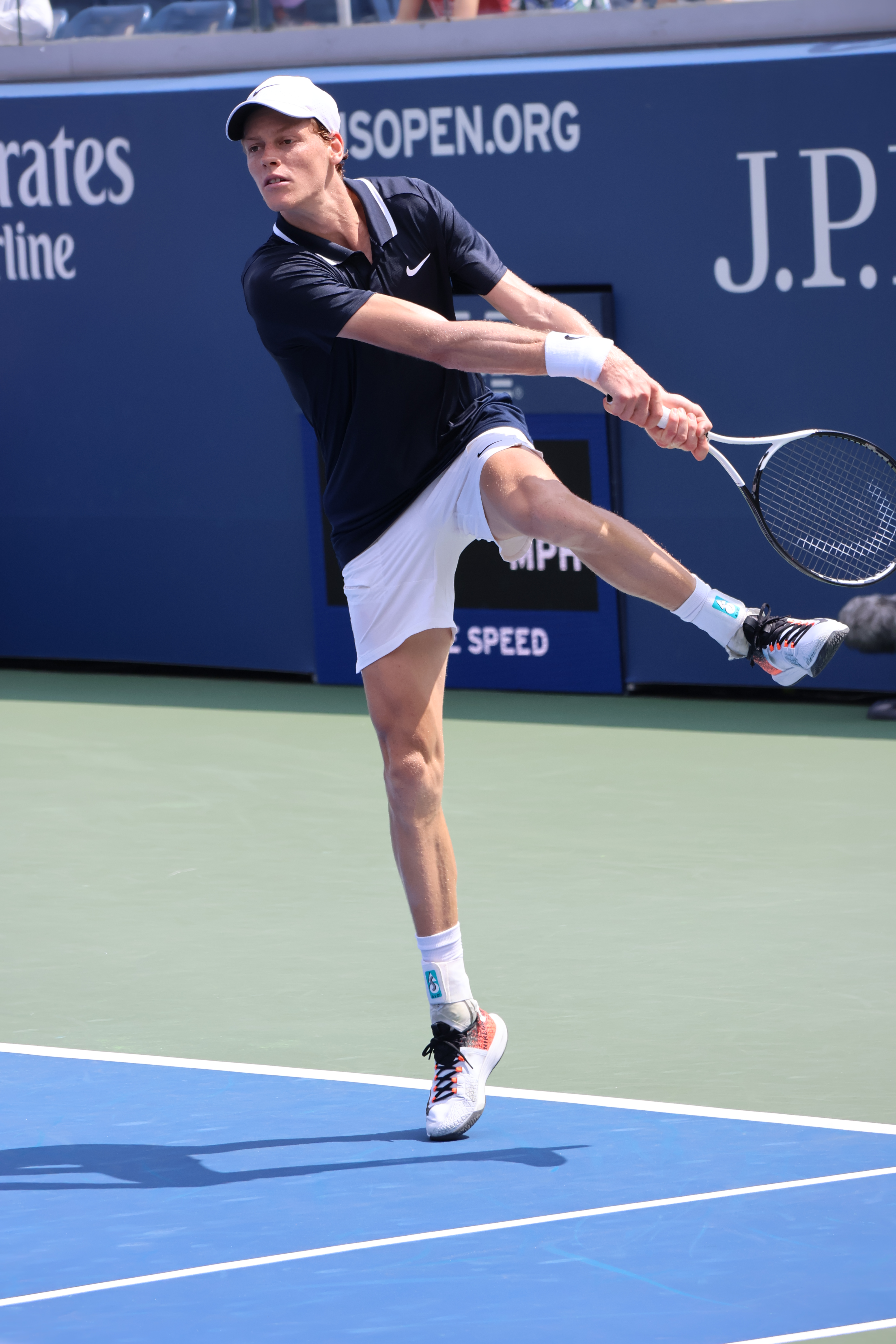
Jannik Sinner durante un allenamento in vista della sfida contro McDonald agli US Open.

A gennaio conquista il singolare degli Australian Open. A partire dai quarti di finale, sconfigge i top 5 Andrej Rublëv, il pluricampione in carica Novak Đoković (imbattuto nelle 10 semifinali precedenti) e Daniil Medvedev (rimontando uno svantaggio iniziale di due set). Successivamente trionfa nel torneo di Rotterdam, suo terzo ATP 500 consecutivo, battendo in finale de Minaur. Nel Masters 1000 di Indian Wells si ferma in semifinale, dove viene battuto in rimonta dal n. 2 del mondo Carlos Alcaraz, dopo aver vinto il primo set. Nel successivo torneo 1000 di Miami, dove aveva perso precedentemente due finali, centra il suo tredicesimo titolo, battendo all'ultimo atto Grigor Dimitrov, concedendo al bulgaro solamente quattro giochi. 
Al Masters 1000 di Monte Carlo giunge nuovamente alle semifinali, perdendo con il vincitore del torneo Stefanos Tsitsipas. A Madrid si qualifica ai quarti, non disputati a causa di un problema all'anca destra, infortunio che lo costringe a rinunciare anche agli Internazionali d'Italia. Al Roland Garros giunge per la prima volta in semifinale, dove viene sconfitto in cinque set dal futuro vincitore dello Slam parigino Alcaraz. Il 10 giugno raggiunge il vertice della classifica mondiale. Ad Halle vince il suo primo titolo in carriera su erba sconfiggendo in finale il n. 9 del mondo Hubert Hurkacz. Raggiunge per la terza volta i quarti di finale a Wimbledon, dove viene sconfitto in cinque set da Medvedev. Il 24 luglio, Sinner annuncia la propria assenza dal torneo olimpico a causa di una tonsillite.
Torna alle gare nel Masters 1000 canadese e si ferma ai quarti di finale sia in singolare che in doppio. Al successivo torneo di Cincinnati, raggiunge la sua quinta finale a livello Masters 1000 battendo, fra gli altri, i top 10 Rublëv e Alexander Zverev; nell'epilogo del torneo sconfigge Frances Tiafoe in due set. Conclude lo swing statunitense conquistando l'8 settembre lo US Open, battendo in finale Taylor Fritz per tre set a zero. Ad ottobre, raggiunge la seconda finale consecutiva del China Open, dove viene sconfitto da Alcaraz. Successivamente si aggiudica tutte le partite rimanenti della stagione, vincendo il Master 1000 di Shangai, le ATP Finals e contribuendo a bissare il successo dell'anno precedente in Coppa Davis. Grazie a questa vittoria, diventa l'unico tennista ad essersi aggiudicato due tornei del Grande Slam, tre Masters 1000, le ATP Finals e la Coppa Davis nell'arco di una stagione. È inoltre il primo italiano a raggiungere e, successivamente, a concludere l'anno al nº 1 del ranking mondiale.

### 2025: 2 titoli Slam e 60 settimane da n. 1 al mondo
Prosegue la striscia di vittorie iniziata nella stagione precedente, riconfermandosi campione agli Australian Open, dove trionfa in finale su Alexander Zverev in tre set. Dopo aver scontato la sospensione di tre mesi per il caso Clostebol, torna in campo agli Internazionali d'Italia, dove raggiunge per la prima volta la finale, venendo però sconfitto dal numero 2 del mondo Carlos Alcaraz.
Continua la sua serie di risultati centrando la prima finale al Roland Garros, dove viene nuovamente battuto da Alcaraz al super tie-break del quinto set dopo 5 ore e 29 minuti di gioco, che è  stata la finale più lunga della storia del torneo con 3 match point consecutivi non finalizzati da Sinner nel quarto set. Ad Halle, non riesce a difendere il titolo, perdendo agli ottavi di finale contro il kazako Aleksandr Bublik, vincitore poi del torneo, dopo aver vinto il primo set.
Il 13 luglio raggiunge la sua prima finale a Wimbledon, dove sconfigge in quattro set Carlos Alcaraz in 3 ore e 3 minuti di gioco, conquistando il suo quarto titolo Slam, il primo The Championships nella storia del tennis italiano.
Il 18 agosto si ritira dalla finale del Masters 1000 di Cincinnati contro Alcaraz a causa di un problema fisico, che aveva già debilitato Sinner dal giorno precedente a tale finale di torneo.

## Caratteristiche tecniche e stile di gioco
La sua superficie di gioco preferita è il cemento, ma è molto efficace anche sull'erba e sulla terra rossa per la sua capacità di imprimere potenza e velocità anche in condizioni di gioco più lente. Tra le sue maggiori qualità spiccano la forza mentale e la capacità di esprimere il meglio nei momenti cruciali di una partita.
Destrimano, ha il suo colpo migliore nel rovescio a due mani, eseguito portando la racchetta subito all'indietro in fase di preparazione, ma non in alto, favorendo l'anticipo sulla palla. Con il rovescio genera traiettorie non particolarmente arcuate, ha un'ottima capacità naturale di usare la mano e il polso sinistri per controllare le palle più basse, a volte anche sui rovesci in slice degli avversari. Quella incrociata è la sua traiettoria più efficace, che esegue con grande potenza e precisione, prediligendo direzioni molto angolate con accentuati topspin che gli consentono di spostare lateralmente l'avversario e aprirsi il campo. Altrettanto veloce è il rovescio lungolinea, seppur con una precisione talvolta inferiore.
Il suo dritto è un colpo meno naturale rispetto al rovescio, ma grazie ad una velocità di braccio che gli consente di colpire la palla in fase ascendente producendo traiettorie molto piatte, esplosive e spesso "schiacciate" verso il suolo, risulta comunque un colpo di alto livello con il quale riesce a generare colpi vincenti da ogni posizione del campo.
La statura lo agevola nella spinta al servizio, colpo tecnicamente non impeccabile nei primi anni di carriera, a causa spesso di una mancanza di precisione e di varietà di soluzioni, ma che dall'arrivo dell'allenatore Simone Vagnozzi è stato soggetto a costanti miglioramenti, fino a portarlo attualmente ad una delle sue armi più efficaci. Nel 2021 è ritornato a usare come impostazione del servizio la platform stance, con i piedi distanti e ancorati a terra durante la fase di battuta, che utilizzava già nei tornei giovanili, prima di abbandonarla per la foot-up stance negli anni 2018-2020. I progressi al servizio, sia con la prima che soprattutto con la seconda palla, hanno coinciso con la scalata del ranking, nel corso degli anni ha saputo costruire una prima molto violenta capace di toccare i 200 km/h, seguita da una seconda solida difficilmente attaccabile. Dispone inoltre di un'ottima risposta al servizio avversario.
Nel 2022 si separa da Riccardo Piatti, storico allenatore di Sinner dall'età di 14 anni, per iniziare una collaborazione con Vagnozzi con lo scopo di rendere il suo gioco più completo e vario, soprattutto grazie all'aggiunta di alcune soluzioni come il serve & volley, il rovescio in slice, la smorzata, e l'aumento delle discese a rete. Nel luglio 2022 entra nella sua squadra Darren Cahill, già allenatore di Lleyton Hewitt e di Andre Agassi, che fa vedere subito i risultati del suo lavoro aiutando Sinner a raggiungere inizialmente quarti di finale nel 2022, poi le semifinali nel 2023 ed infine il titolo nel 2025 a Wimbledon.

## Caso del clostebol
Il 20 agosto 2024, l'ITIA, ente preposto ai controlli anti-doping nel tennis, ha reso nota la conclusione di un'indagine su Sinner, inizialmente aperta dopo che, durante il torneo di Indian Wells, era risultato positivo per due volte al clostebol, uno steroide anabolizzante proibito dall'agenzia mondiale antidoping; l'italiano, che ha collaborato durante l'intera indagine, era stato inizialmente sospeso dalle competizioni in via provvisoria dal 4 al 5 aprile e ancora dal 17 al 20 dello stesso mese, ma è stato reintegrato dall’organismo di controllo dopo aver fornito rapide e convincenti spiegazioni sull'accaduto, anche se la velocità di risposta ai ricorsi ha sollevato una critica molto dibattuta. Sinner ha spiegato di essere stato contaminato accidentalmente dal suo fisioterapista, che in quei giorni stava usando un farmaco da banco contenente clostebol per curarsi un taglio alla mano e aveva poi massaggiato regolarmente Sinner senza indossare guanti, causando così una contaminazione per via transdermica. Un tribunale sportivo indipendente  ha quindi stabilito che Sinner non aveva commesso nessuna violazione, né negligenza all'epoca dei fatti e pertanto il tennista non ha subito alcuna sanzione; tuttavia, in accordo con il World Anti-Doping Code, ha perso comunque i risultati e relativi punti conseguiti nel raggiungimento della semifinale a Indian Wells (400), nonché il montepremi guadagnato, di 320 000 dollari (circa 300 000 euro).
Il 28 settembre 2024, è stata resa ufficiale la decisione dell'Agenzia mondiale antidoping d'impugnare l'assoluzione sancita dal tribunale sportivo indipendente (l'International Tennis Integrity Agency), facendo appello al Tribunale Arbitrale dello Sport e richiedendo una squalifica dalle competizioni fino a due anni. Il 15 febbraio 2025 gli avvocati del giocatore italiano e i rappresentanti di WADA hanno raggiunto un accordo extragiudiziale tramite l'equivalente di un patteggiamento, che ha stabilito una sospensione immediata di tre mesi dalle competizioni per responsabilità oggettiva di Sinner riguardo la condotta negligente dei suoi collaboratori, da scontare per il periodo tra il 9 febbraio e il 4 maggio 2025 con proibizione degli allenamenti, che possono riprendere dal 15 aprile. Nei giorni successivi, dopo aver ricontrollato un anno di test del giocatore, la WADA ha dichiarato tramite i suoi portavoce che il caso non può essere considerato di doping, e che è stato fatto ricorso al T.A.S. per ribadire il principio della responsabilità dell’atleta verso i suoi dipendenti collaboratori, spiegando che l'unicità della vicenda non rientra esattamente nel quadro sanzionatorio e che quindi è stato proposto e poi portato a termine un accordo tra le parti.

## Statistiche

### Risultati in progressione nei tornei dello Slam
| V | F | SF | QF | #T | RR | Q# | A | ND |

(V) Torneo vinto; raggiunto (F) finale, (SF) semifinale, (QF) quarti di finale, (#T) turni 4, 3, 2, 1; (RR) round - robin; (Q#) Turno di qualificazione; (A) assente dal torneo; (ND) torneo non disputato.
| Torneo             | 2019 | 2020 | 2021 | 2022 | 2023 | 2024 | 2025 | Titoli | V-S   |
| Grande Slam        |      |      |      |      |      |      |      |        |       |
| Australian Open    | A    | 2T   | 1T   | QF   | 4T   | V    | V    | 2 / 6  | 22–4  |
| Roland Garros      | A    | QF   | 4T   | 4T   | 2T   | SF   | F    | 0 / 6  | 22–6  |
| Wimbledon          | Q1   | ND   | 1T   | QF   | SF   | QF   | V    | 1 / 5  | 20–4  |
| US Open            | 1T   | 1T   | 4T   | QF   | 4T   | V    |      | 1 / 6  | 17–5  |
| Vittorie-Sconfitte | 0–1  | 5–3  | 6–4  | 15–4 | 12–4 | 23–2 | 20–1 | 4 / 23 | 81–19 |

#### Vittorie (4)
| N. | Data             | Torneo                         | Superficie | Avversario in finale | Punteggio               |
| 1. | 28 gennaio 2024  | Australian Open, Melbourne     | Cemento    | Daniil Medvedev      | 3–6, 3–6, 6–4, 6–4, 6–3 |
| 2. | 8 settembre 2024 | US Open, New York              | Cemento    | Taylor Fritz         | 6–3, 6–4, 7–5           |
| 3. | 26 gennaio 2025  | Australian Open, Melbourne (2) | Cemento    | Alexander Zverev     | 6–3, 7–6(4), 6–3        |
| 4. | 13 luglio 2025   | Torneo di Wimbledon, Londra    | Erba       | Carlos Alcaraz       | 4–6, 6–4, 6–4, 6–4      |

#### Finali perse (1)
| N. | Data          | Torneo                | Superficie  | Avversario in finale | Punteggio                        |
| 1. | 8 giugno 2025 | Roland Garros, Parigi | Terra rossa | Carlos Alcaraz       | 6–4, 7–6(4), 4–6, 6(3)–7, 6(2)–7 |

## Filmografia
- Forza Jannik: Sinner and the Rise of Italian Tennis. Prodotto da Shannon Davis da un'idea di Xavier Muhlebach, Australian Open e Eurosport (2024) (YouTube).